# Sughero autoespanso
Il sughero autoespanso nasce da un procedimento termico fatto al granulo di sughero che, portato alla temperatura di 280 °C - 300 °C , aumenta di volume liberando la resina (frazione cerosa) racchiusa all'interno di alcune cellule del granulo di sughero. La resina, seguendo il processo d'espansione del sughero, si scioglie e incolla i granuli fra loro.
Il processo permette quindi di auto-incollare i granuli di sughero realizzando blocchi di vario formato (a seconda dello stampo che si utilizza) per adoperarlo come materiale per isolamento termico o acustico in qualsiasi campo di applicazione.
Questo processo si può ottenere in autoclave con temperatura controllata, oppure con la fiamma diretta su un crogiolo che scalda il granulo (che rende meno omogenea l'espansione).